# L'enfonsament
L'enfonsament (títol original en alemany: Der Untergang) és una pel·lícula del 2004 dirigida pel cineasta alemany Oliver Hirschbiegel. Ambientada a les acaballes de la Segona Guerra Mundial, la pel·lícula tracta dels darrers dies de vida d'Adolf Hitler, que viu tancat al seu búnker subterrani de Berlín.
El guió de L'enfonsament va ser escrit per Bernd Eichinger, basant-se en el llibre homònim de l'historiador Joachim Fest; les memòries de Traudl Junge, secretària personal de Hitler; fragments de les memòries d'Albert Speer i el llibre 1945. Als Arzt in Hitlers Reichskanzlei (1945. Un doctor a la cancelleria del Reich de Hitler) del doctor Ernst Günther Schenck, entre d'altres.
El 2005 la pel·lícula va obtenir una nominació als Oscar en la categoria de millor pel·lícula de parla no anglesa. S'ha doblat al català.

## Argument
La pel·lícula s'inicia el 1942 quan, en les casernes de Hitler a Prússia Oriental, diverses dones procedents de diverses ciutats alemanyes es presenten amb l'objectiu que almenys una sigui escollida com a secretària personal del Führer. Traudl Humps és l'escollida. La narració es trasllada al 56è aniversari de Hitler, el 20 d'abril de 1945.
Traudl Junge resideix en el Führerbunker. Els generals Wilhelm Burgdorf i Hans Krebs li indiquen que els soviètics tenen les seves posicions a sol 12 quilòmetres del centre de la ciutat. Són visibles els tremolors i el mal humor de Hitler.
En la recepció del seu aniversari decideix romandre a Berlín i rebutja una solució diplomàtica. Els oficials de Hitler estan d'acord que el Führer ha perdut el seu sentit de la realitat. Més tard, Hitler parla de la seva política de terra cremada —destruir tot abans de l'arribada dels aliats— amb Albert Speer. Speer prega misericòrdia per al poble alemany, al que Hitler respon que si no sobreviuen a aquesta prova, són massa febles i han de ser exterminats. Eva Braun celebra una festa pel búnker, però els bombardejos la interrompen i finalitza la festa abans d'hora. D'altra banda, Heinrich Himmler planeja reunir-se amb el General Eisenhower per negociar la pau a esquena de Hitler, i el seu assistent Hermann Fegelein li adverteix que les seves accions constitueixen alta traïció.
A Berlín la situació és alarmant. La població civil intenta refugiar-se en la runa provocada pels bombardejos soviètics. Hi destaca un nen soldat, membre de les joventuts Hitlerianas, anomenat Peter Kranz. El seu pare s'oposa a les seves accions, i més tard Peter és condecorat juntament amb altres nens i joves pel Fuhrer en saber de la seva valentia, rebent una Creu de Ferro.
Al búnker, Hitler i Joseph Goebbels analitzen la situació amb els generals intentant moure les poques divisions militars disponibles. Els generals s'hi oposen, veient que les maniobres planejades pel Führer són pràcticament impossibles. Mentrestant, Traudl creu que el general Félix Steiner podria salvar-los. No obstant això, Steiner no pot mobilitzar suficients homes. En saber això, Hitler els destitueix a tots, excepte als quatre generals de més alt rang. Ell els renya furiosament i afirma que prefereix el suïcidi abans que lliurar-se. Més tard, Hitler, Eva, Gerda i Traudl discuteixen diversos mitjans de suïcidi. Hitler es proposa disparar-se a través de la boca. Eva esmenta prendre cianur. Hitler dona a Gerda i Traudl una pastilla de cianur a cadascuna. Eva Braun escriu una carta d'adéu a la seva germana, i Magda Goebbels al seu fill Harald Quandt.

## Repartiment
| Intèrpret                | Personatge                                       | Veu en català        |
| ------------------------ | ------------------------------------------------ | -------------------- |
| Bruno Ganz               | Adolf Hitler                                     | Lluís Marco          |
| Alexandra Maria Lara     | Traudl Junge                                     | Roser Vilches        |
| Ulrich Matthes           | Joseph Goebbels                                  | José Luis Mediavilla |
| Corinna Harfouch         | Magda Goebbels                                   | Marta Barbarà        |
| Juliane Köhler           | Eva Braun                                        | Eva Lluch            |
| Thomas Kretschmann       | SS-Gruppenführer Hermann Fegelein                | Juan Antonio Bernal  |
| Heino Ferch              | Albert Speer                                     | Santi Lorenz         |
| Christian Berkel         | SS-Obersturmbannführer Dr. Ernst-Günther Schenck | Joan Carles Gustems  |
| André Hennicke           | SS-Brigadeführer Wilhelm Mohnke                  | Sergi Zamora         |
| Götz Otto                | Sturmbannführer Otto Günsche                     | -                    |
| Ulrich Noethen           | Reichsführer-SS Heinrich Himmler                 | Pep Anton Muñoz      |
| Christian Redl           | Generaloberst Alfred Jodl                        | Josep Maria Mas      |
| Rolf Kanies              | Hans Krebs                                       | Enric Hernández      |
| Michael Mendl            | General Helmuth Weidling                         | Jordi Boixaderas     |
| Matthias Habich          | SS-Obersturmbannführer Prof. Dr. Werner Haase    | -                    |
| Birgit Minichmayr        | Gerda Christian                                  | Carme Calvell        |
| Dietrich Hollinderbäumer | Generalfeldmarschall Robert Ritter von Greim     | -                    |
| Dieter Mann              | Generalfeldmarschall Wilhelm Keitel              | Domènech Farell      |
| Justus von Dohnányi      | General Wilhelm Burgdorf                         | José Posada          |
| Gerald Alexander Held    | Walther Hewel                                    | Miquel Bonet         |
| Thomas Thieme            | Reichsleiter Martin Bormann                      | Ramon Canals         |
| Donevan Gunia            | Peter Kranz                                      | Marta Moreno         |
| Hans Steinberg           | General Karl Koller                              | -                    |
| Heinrich Schmieder       | Oberscharführer Rochus Misch                     | -                    |
| Igor Romanov             | Obersturmbannführer Peter Högl                   | -                    |
| Igor Bubenchikov         | SS-Obersturmbannführer Franz Schädle             | -                    |
| Michael Brandner         | Hans Fritzsche                                   | -                    |
| Christian Hoening        | SS-Obergruppenführer Ernst-Robert Grawitz        | -                    |
| Anna Thalbach            | Hanna Reitsch                                    | Miriam Alier         |
| Bettina Redlich          | Constanze Manziarly                              | Meritxell Sota       |
| Devid Striesow           | Sergent Fritz Tornow                             | -                    |
| Mathias Gnädinger        | Reichsmarschall Hermann Göring                   | -                    |
| Alexander Slastin        | Coronel General soviètic Vasily Chuikov          | -                    |
| Karl Kranzkowski         | Wilhem Kranz                                     | Alfonso Vallès       |
| Fabian Busch             | Stehr                                            | Erik Martínez        |
| Thomas Limpinsel         | Heinz Linge                                      | Xavier Casan         |
| Elisabeth von Kock       | Margarete Lorenz                                 | Elena Barra          |
| Silke Popp               | Ursula Puttkamer                                 | Thais Buforn         |
| Mikhaïl Tryasorukov      | Muller                                           | Aleix Estadella      |
| Andrei Blagoslovenski    | Tinent jove                                      | Héctor García        |
| Bohdan Graczyk           | Clausen                                          | Iván Cánovas         |

## Premis i nominacions[calcitació]

### Nominacions
- 2005. Oscar a la millor pel·lícula de parla no anglesa
- 2006. Goya a la millor pel·lícula europea

## Crítiques
La pel·lícula d'Oliver Hirschbiegel va trencar tabús al voltant de la representació fílmica d'Adolf Hitler, però va ser fortament criticada per col·legues cineastes. En un article per al diari Die Zeit, el director alemany Wim Wenders va acusar L'enfonsament de ser inexcusablement neutral cap a Hitler en negar-se a mostrar el seu cadàver.